# 谷口幸男
谷口 幸男（たにぐち ゆきお、1929年7月9日 - 2021年4月3日）は、日本の文学者、文学研究者、民俗学者、翻訳家。広島大学名誉教授。専門はドイツ文学および北欧文学。位階は従四位。

## 経歴
1953年に東京大学文学部独文科を卒業し、同年秋田大学学芸学部助手に採用される
。1955年以降神戸大学文学部助手、講師を経て助教授に昇任する。その間、ドイツ学術交流会（DAAD）の奨学金によりミュンヘン大学に留学する。1963年に広島大学文学部に転任となり助教授を経て教授に就任する。1980年に「アイスランド・サガ」その他の北欧古代文学の訳業により第18回藤村記念歴程賞を受賞する。1989年に広島大学を退官し、名誉教授の称号を与えられる。同年大阪学院大学国際学部教授に就任し、2003年に同大学を退職する。
2012年、瑞宝中綬章受章。2021年4月3日7時37分、兵庫県三田市の病院で死去する。91歳没。死没日をもって、従四位に叙される。

## 著書

### 単著
- 『エッダとサガ - 北欧古典への案内』新潮選書、1976年、新装改版2017年
- 『ゲルマンの民俗』渓水社、1987年
- 『ルーン文字研究序説』小澤実編、八坂書房、2022年

### 共著
- 福嶋正純・福居和彦共著『ヨーロッパの森から - ドイツ民俗誌』日本放送出版協会〈NHKブックス〉、1981年
- 遠藤紀勝共著『仮面と祝祭 - ヨーロッパの祭にみる死と再生』三省堂、1982年
- 飯野和好共著『魔法のつぼ - 北欧の昔ばなし (世界の昔ばなし）』小峰書店、1983年
- 『図説・ドイツ民俗学小辞典』同学社、1985年、新版2000年
- 『現代に生きるグリム』岩波書店、1985年
- 遠藤紀勝・写真『ヴァイキングの世界』新潮社、1986年
- 遠藤紀勝・写真『図説 ヨーロッパの祭り』河出書房新社〈ふくろうの本〉、1998年

### 翻訳
- 『エッダ - 古代北欧歌謡集』新潮社、1973年
- 『アイスランド サガ』新潮社、1979年、改訂新版2024年6月。松本涼監修
- 『現代北欧文学18人集』新潮社、1987年
- フランス・G. ベングトソン『赤毛のオルムの冒険』社会思想社、1988年
- オラウス・マグヌス『北方民族文化誌』渓水社 上下、1991-92年
- サクソ・グラマティクス『デンマーク人の事績』東海大学出版会、1993年
- ヨーゼフ・シゲティ『ベートーヴェンのヴァイオリン作品 - 演奏家と聴衆のために』音楽之友社、1993年
- 『Hávamál〜ヴァイキングの知恵』Guđrun Publishing、1994年、ISBN 9979-856-01-7：アイスランド・レイキャヴィークの出版社による「ハーヴァマール」の和訳。
- フィオーナ・マクドナルド、マーク・バーギン共著『ヴァイキングの町』三省堂、1995年
- スノッリ・ストゥルルソン『ヘイムスクリングラ - 北欧王朝史』1-4〈1000点世界文学大系 北欧篇 プレスポート 北欧文化通信社、2008年

## 受賞・栄典
- ドイツ語学文学振興会奨励賞（1963年）
- 第10回日本翻訳家協会日本翻訳文化賞（1973年）
- 第18回藤村記念歴程賞（1980年）
- アイスランドファルコン勲章（1990年）[3]
- 瑞宝中綬章（2012年）

## 所属学会
- 日本独文学会
- 日本ゲーテ協会（ - 1986年）
- 広島日独協会（1964年 -）
- 広島独文学会（1980年 - 1986年）
- 日本アイスランド研究会（1981年 - 1986年）[4]

## 備考
- Researchmap「谷口幸男」は別人（社団法人部落問題研究所所属）